# 张顺 (水浒传)
张顺是小说《水浒传》中人物，江州人氏，上应三十六天罡中的天损星。张顺生得异常白皙，又极善水性，故得「浪裡白條」的綽號，是船火兒張橫之弟，和李逵並稱“黑白水陸雙煞”。他於白龍廟聚義時上梁山，司職水军头领，坐上第三十把交椅，同時是宋江近側親信。

## 經歷

### 登場
張順的首次出現書中是由其兄張橫介紹，初登场时约三十出头年纪。虽然长得身材矮小，但因水中功夫了得且胆气过人，在江湖上颇具名气。當時宋江上到張橫的船上，張橫便要劫殺宋江，幸得李俊適時來到，救了宋江並調解雙方，張橫聽到宋江發配江州時，便託他帶個信給張順，宋江也便答應。後來宋江發配江州，與江州中的李逵和戴宗吃飯，席間卻缺了鮮魚下酒。於是李逵大鬧漁牙要魚，卻與漁牙的主人張順打了起來。陸上張順不敵李逵，便激他到船上再推他到水裏，李逵不諳水性，被灌了一肚皮水，幸得戴宗勸止雙方，張順才救了李逵上岸。當下宋江便帶來了張順兄長張橫的家書給他，並交為朋友。

### 上梁山
後來當宋江和戴宗被押付刑場，由梁山泊人馬和李逵等人救出，逃到白龍廟時卻渡不過江，阮小二三兄弟見江上有船駛來便要搶去來船，卻原來是張順等人架了船在白龍廟的江边接應他們。於是張順與帶來的九人和宋江、戴宗、李逵共十二人加入梁山泊，張順也展開梁山生涯。

### 梁山頭領
上梁山後張順立得不少功勞，參與多場水戰更擒得凌振，也是少數對宋江特別忠心親近的心腹頭領。梁山軍攻打大名府時宋江染上晁蓋託夢警告的頑疾，背上紅腫痛到無法下床，張順便推薦「神醫」安道全並親自前去建康府迎請。張順途中被強盜張旺打劫，縛起來推下江去，所幸張順水性奇佳，於水中咬斷繩索脫逃上岸，并结识了王定六。安道全因迷戀娼妓李巧奴不願隨張順同往，惱恨的張順便把李巧奴殺了，並寫下「殺人者安道全也。」迫使安道全同行。回程時，張順和安道全再次登上張旺的賊船，張順反將張旺縛起來推下江去淹死。安道全上山後，宋江之背疾才得以治癒。

### 身沒歸神
征討方臘時夜晚尋水路潛入杭州涌金門被守軍發現，一時之間箭雨亂石齊下，浪裡白條葬身水底、屍首亦無人尋獲，靈魂遊移到西湖的震澤龍宮，被收為金華太保。杭州城破之後，附身在兄長張橫身上砍死欲逃跑的方天定，向宋江匯報後便離開人世。

## 出場回目
- 第三十七回「沒遮攔追趕及時雨，船火兒大鬧潯陽江」
- 第三十八回「及時雨會神行太保，黑旋風鬥浪裏白跳」
- 第四十回「梁山泊好漢劫法場，白龍廟英雄小聚義」
- 第六十五回「托塔天王夢中顯聖，浪裏白跳水上報冤」
- 第八十回「張順鑿漏海鰍船，宋江三敗高太尉」
- 第一百一十四回「寧海軍宋江弔孝，湧金門張順歸神」
- 第一百一十五回「張順魂捉方天定，宋江智取寧海軍」

## 文化影響

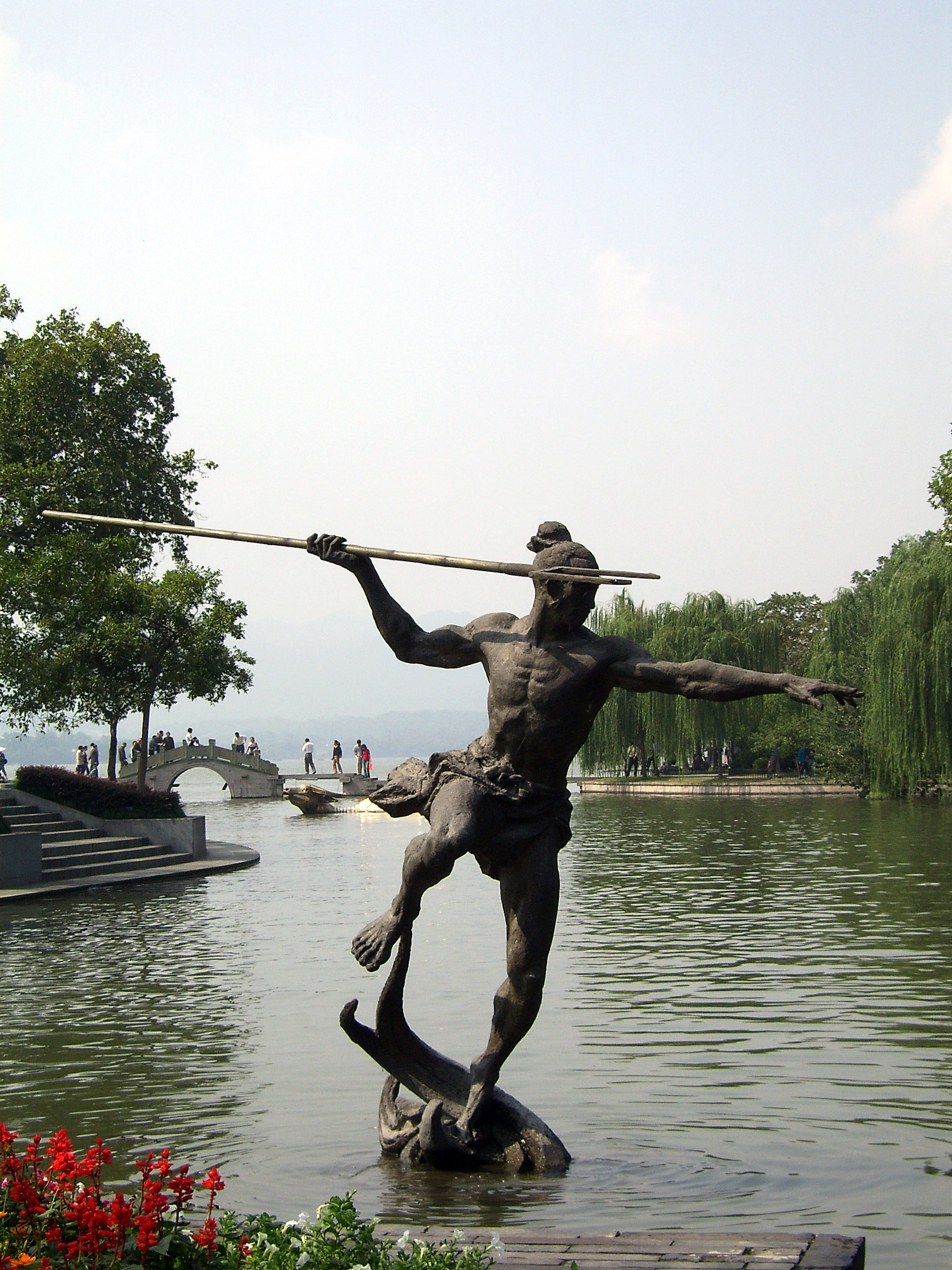
杭州湧金門之張順雕像。

張順由於出現在水滸傳中著名橋段「黑旋風鬥浪裏白條」中，成為一名廣為人知的角色，所以在故事中他身死之處（杭州涌金門）立有他的雕像。

## 影視
- 1972年香港邵氏《水滸傳》：李修贤
- 1973年日本NTV版《水浒传》：长谷川明男
- 1975年香港邵氏《荡寇志》：李修贤
- 1983年山东版《水浒》：韩义强
- 1998年央视版《水浒传》：张亚坤
- 2011年版《水浒传》：魏炳桦
- 2013年版《武松》：杨国平

## 参見條目
- 水滸傳
- 一百单八将
- 梁山泊
- 張橫
- 李逵